# (13403) Sarahmousa
(13403) Sarahmousa est un astéroïde de la ceinture principale.

## Description
(13403) Sarahmousa est un astéroïde de la ceinture principale. Il fut découvert le 9 septembre 1999 à Socorro (Nouveau-Mexique) par le projet LINEAR. Il présente une orbite caractérisée par un demi-grand axe de 2,25 UA, une excentricité de 0,18 et une inclinaison de 5,4° par rapport à l'écliptique.

## Compléments